# 飛騨高山温泉
飛騨高山温泉（ひだたかやまおんせん）は、岐阜県高山市（旧国飛騨国）にある温泉。

## 概要
- 1989年（平成元年）に最初の源泉（ひだまりの湯）が、1993年（平成5年）に2番目の源泉（松倉湯の山温泉）が掘り当てられた。この2ヶ所の源泉を合わせて1993年（平成5年）に飛騨高山温泉と名付けた。尚、ホテルや旅館の一部は自家源泉であり、これらを含めると源泉は7か所になる。
- 2017年に高山温泉をモチーフにした温泉むすめ高山匠美がデビューした[1]。
- 宿泊施設はホテル、旅館、民宿があり、飛騨高山温泉組合に加盟する施設は28か所、岐阜県温泉協会に記載している施設は35か所、岐阜県観光連盟では60か所となっている。旧・高山市内に散らばっており、高山本線高山駅から送迎バスを運行している施設もある。
- 外湯（日帰り温泉）は一部のホテル、民宿で行われている。また足湯は1ヶ所ある。

## 泉質
- 単純温泉
- 炭酸水素塩泉

## アクセス
- 公共交通機関
  - 高山本線高山駅